# Pselliopus spinicollis
Pselliopus spinicollis är en insektsart som först beskrevs av Champion 1899.  Pselliopus spinicollis ingår i släktet Pselliopus och familjen rovskinnbaggar. Inga underarter finns listade i Catalogue of Life.